# Hildegardia barteri
Hildegardia barteri là một loài thực vật có hoa trong họ Cẩm quỳ. Loài này được (Mast.) Kosterm. mô tả khoa học đầu tiên năm 1954.